# Heiligenberg (Wildeck)
Der Heiligenberg ist eine 317,3 m ü. NHN hohe Erhebung und befindet sich zur Hälfte in der Flur Raßdorf der hessischen Gemeinde Wildeck und zur anderen Hälfte in Großensee, Ortsteil der Stadt Werra-Suhl-Tal im Wartburgkreis in Thüringen. Naturräumlich zählt der Heiligenberg zum Berkaer Becken und liegt am Übergang zum Richelsdorfer Gebirge. Er wird landwirtschaftlich genutzt.
Über den Heiligenberg führt ein Abschnitt der hessisch-thüringischen Landesgrenze und die Bundesautobahn 4. Auf dem Heiligenberg befand sich eine mehrphasige frühgeschichtliche Siedlung. Ein Teil der Bodenfunde befinden sich in der archäologischen Sammlung im Werratalmuseum Gerstungen.